# Earth (Texas)
Earth es una ciudad ubicada en el condado de Lamb en el estado estadounidense de Texas. En el Censo de 2010 tenía una población de 1.065 habitantes y una densidad poblacional de 342,38 personas por km².

## Geografía
Earth se encuentra ubicada en las coordenadas 34°14′2″N 102°24′33″O / 34.23389, -102.40917. Según la Oficina del Censo de los Estados Unidos, Earth tiene una superficie total de 3.11 km², de la cual 3.11 km² corresponden a tierra firme y (0%) 0 km² es agua.

## Demografía
Según el censo de 2010, había 1.065 personas residiendo en Earth. La densidad de población era de 342,38 hab./km². De los 1.065 habitantes, Earth estaba compuesto por el 77.28% blancos, el 4.04% eran afroamericanos, el 0% eran amerindios, el 0% eran asiáticos, el 0% eran isleños del Pacífico, el 18.03% eran de otras razas y el 0.66% pertenecían a dos o más razas. Del total de la población el 63.76% eran hispanos o latinos de cualquier raza.